# A&M Records
La A&M Records è stata una casa discografica statunitense facente parte del gruppo Interscope-Geffen-A&M, a sua volta di proprietà della Universal Music Group.

## Storia
La casa discografica è stata fondata nel 1962 da Herb Alpert e Jerry Moss. Il suo primo nome era Carnival Records, con il quale furono pubblicati due singoli. Successivamente venne utilizzata la più nota sigla A&M (Alpert & Moss).
Dal 1966 al 1999 la sede della compagnia è stata alloggiata in un piano dello storico Charlie Chaplin Studio al n. 1416 La Brea Avenue, vicino al Sunset Boulevard a Hollywood.
Inizialmente, le produzioni della A&M vennero pubblicate nel Regno Unito dalla EMI e, successivamente fino al 1967, sotto il marchio Pye Records. Nel 1970 fu fondata la A&M Canada e nel 1977 la A&M Records Europe facendo della A&M la maggior casa discografica indipendente d'America.
In Italia la distribuzione è stata nell'ordine dalle Messaggerie Musicali, dalla Dischi Ricordi, dalla CBS Dischi e, infine, dalla PolyGram. Nel 1979 si unì alla RCA restando, comunque di proprietà di Alpert e Moss.
La A&M fu la casa discografica di vari artisti fra i quali: Burt Bacharach, Joe Cocker, Janet Jackson, Elizabeth Daily, Atlantic Starr, Procol Harum, Spooky Tooth, Nazareth, The Tubes, Styx, The Police, Suzanne Vega, Paul Williams, Supertramp, Rosie Vela, Joan Armatrading, Chris de Burgh, Marti Jones, Annabel Lamb, Y & T, Squeeze, Bryan Adams, Joe Jackson, Gino Vannelli, Sting e Peter Frampton.
Negli anni la A&M creò varie proprie sezioni dedicate a diversi generi musicali, dal Jazz all'Hip Hop diventando, di fatto, una joint venture.
Nel 1989 fu acquistata dalla PolyGram per cinquecento milioni di dollari; Alpert e Moss continuarono a dirigerla fino al 1993, quando capirono che la PolyGram stava incrementando il proprio interesse nei confronti della A&M per accrescere la propria struttura di corporate. La vendita della A&M alla PolyGram da parte di Alpert e Moss era assoggettata a una clausola di integrità per la quale l'immagine dell'etichetta avrebbe dovuto essere gestita da Alpert e Moss fino al 2009. Nel 1998, Alpert e Moss citarono la PolyGram per violazione della stessa clausola contrattuale.
Nel corso degli anni la società continuò a portare sul mercato album apprezzati dal pubblico e dalla critica pubblicando lavori dei Soundgarden, Extreme, Amy Grant, John Hiatt, Sting, Blues Traveler, Barry White, Aaron Neville, Sheryl Crow, Therapy?, CeCe Peniston, e Gin Blossoms. In campo cinematografico pubblicò le colonne sonore di film come: Empire Records, Robin Hood - Principe dei ladri, I tre moschettieri, Sabrina, The Living Sea, Demolition Man, Arma letale 3 e innumerevoli altre.